# Félix Alfaro Fournier
Félix Alfaro Fournier (Vitoria, 2 de febrero de 1895- Vitoria, 23 de enero de 1989) fue un empresario y coleccionista español. Fue el heredero de Heraclio Fournier González, fundador de la fábrica de naipes Fournier.

## Biografía
Félix Alfaro Fournier perteneció a una familia de emprendedores. Nieto de Heraclio Fournier González e hijo de Mercedes Fournier y Juan Bautista Alfaro, su hermano Heraclio Alfaro Fournier fue un conocido aviador.
Dirigió desde 1916 hasta su muerte, en 1989, la fábrica de naipes,  Naipes Heraclio Fournier S.A., que  fundó su abuelo. Félix Alfaro Fournier fue el responsable del gran desarrollo mundial de la firma y del conocimiento internacional de la baraja española.
Su afán coleccionista junto al interés profesional como fabricante de cartas, propiciaron el inicio de una colección de naipes, partiendo de dos barajas españolas del siglo XIX que habían sido conservadas por su abuelo. Dando origen así al actual Museo Fournier de Naipes de Álava.
Fue un verdadero mecenas en diversas facetas. Participó activamente en la vida cultural vitoriana, siendo miembro del Consejo de Cultura de la Diputación Foral de Álava y creador del actual Museo de Armería de Álava en Vitoria y promotor del Museo de Bellas Artes de Álava. Impulsó diversas instituciones culturales vitorianas como la Escuela de Artes y Oficios. Miembro fundador del Club Deportivo Alavés, fue su presidente de 1929 a 1930. Asimismo fue procurador en Cortes, miembro de la Real Sociedad Bascongada de Amigos del País, representante del sector de Prensa, Papel y Artes Gráficas, consejero del Banco Vitoria y del Banco de España en la capital alavesa.